# Space Doubt
Space Doubt è un videogioco d'azione pubblicato nel 1985 per Commodore 64 dalla CRL Group. È ambientato dentro una nave spaziale, dove un personaggio in tuta da astronauta deve eliminare gli alieni invasori e riparare le falle.

## Trama
La trama era descritta da un fumetto in bianco e nero allegato alla versione originale del gioco. L'astronave Omnibus sta viaggiando verso il pianeta Niblondis per rifornirlo di cibo e ha un equipaggio di tre membri, congelati in capsule criogeniche. A metà strada una pioggia di asteroidi causa diverse falle nello scafo, dalle quali penetrano alieni ameboidi chiamati Bogloid, interessati a divorare il cibo ed eventualmente anche l'equipaggio. Per affrontare l'emergenza gli astronauti vengono automaticamente risvegliati uno alla volta dal sonno criogenico.

## Modalità di gioco
Il gioco inizia con l'uscita dalla capsula criogenica di uno dei tre astronauti, che corrispondono alle tre vite a disposizione. L'obiettivo è chiudere le falle che possono formarsi su molte delle pareti ed eliminare i Bogloid che entrano dalle falle e vagano per l'astronave, prima che divorino tutto il cibo. Il contatto diretto con un Bogloid causa la perdita di una vita.
L'interno dell'astronave è mostrato con prospettiva pseudo-tridimensionale e i personaggi hanno fattezze da cartone animato. La schermata visualizza una sola grande stanza alla volta oppure due stanze sovrapposte su due piani. Quello che si vede è in realtà una metà della stanza (o delle due stanze); se l'astronauta si sposta oltre il bordo inferiore del pavimento, ossia in direzione uscente dallo schermo, passa all'altra metà, che viene inquadrata dal verso opposto. Ci sono in tutto 18 stanze, ovvero 36 schermate se si considerano le due metà. Le stanze, diverse per colori e strumentazioni decorative, sono collegate da porte scorrevoli o da ascensori. Ci sono anche corridoi senza gravità che passano attraverso lo spazio esterno.
Il personaggio del giocatore può camminare in tutte le direzioni ed è inizialmente disarmato. Quando l'astronauta si procura un power block da uno dei diversi distributori presenti sulla nave può usarlo come arma. Il power block permette di sparare fiammate a corto raggio in orizzontale o in verticale, per distruggere gli alieni o per saldare le falle. Le munizioni sono però limitate, in particolare la chiusura di una falla consuma subito tutto il power block. Si deve quindi tornare a un distributore per un nuovo power block.